# Cementerio de San Isidro
El cementerio sacramental de San Isidro, de la Sacramental de San Isidro o, simplemente, de San Isidro es un cementerio de la ciudad española de Madrid, ubicado en el Barrio de San Isidro, en el distrito de Carabanchel. El camposanto, cuyo primer patio se levantó en 1811, se fue ampliando con nuevos patios a lo largo del siglo xix. Destaca su patio central, el de la Concepción, con un notable conjunto de panteones. Este cementerio es el lugar de descanso de muchos españoles célebres, como artistas, políticos o poetas. 

## Historia

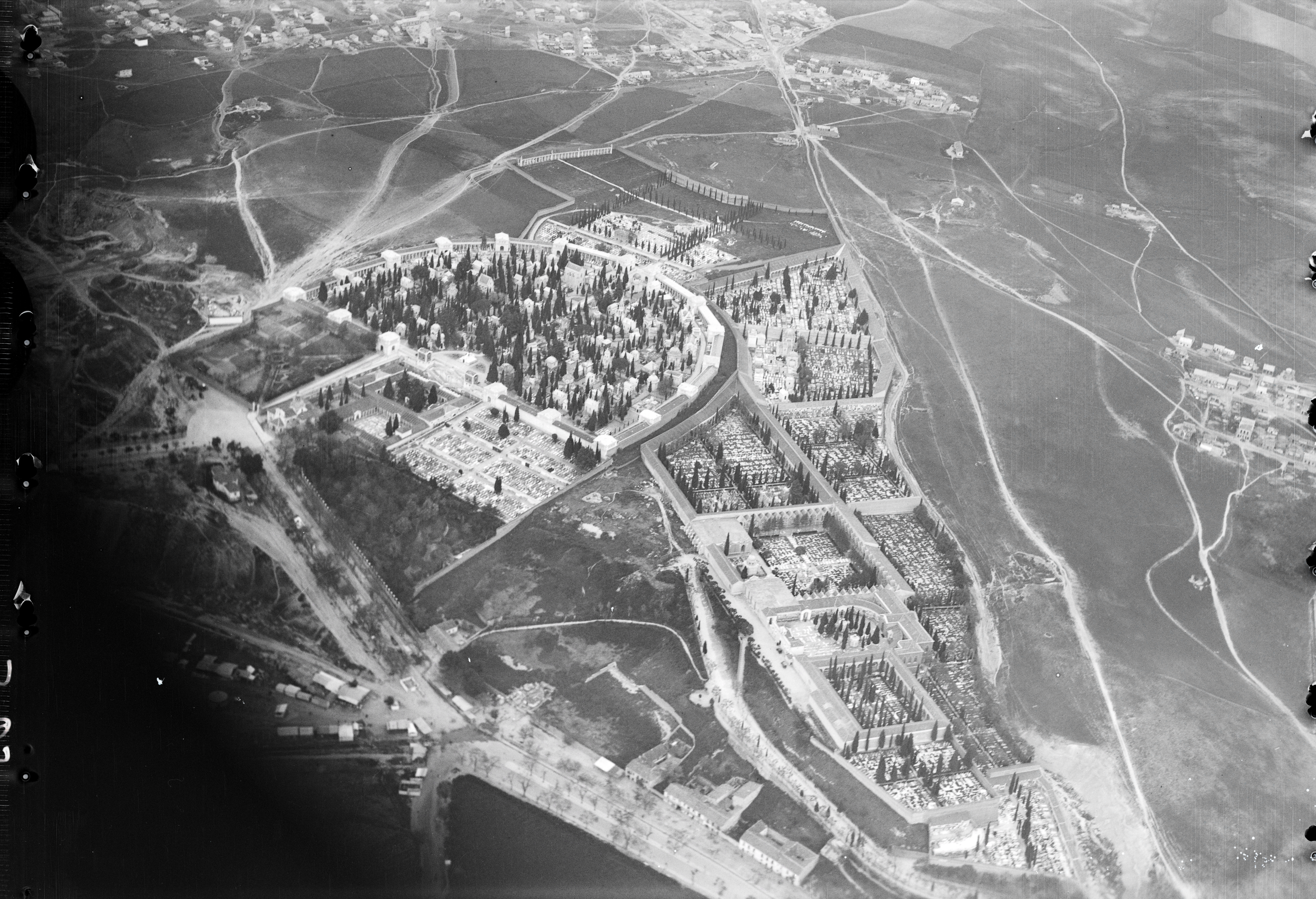
Cementerios de San Isidro (izqda) y San Justo (dcha) hacia 1928.

El cementerio se ubica en la margen derecha superior del río Manzanares, entre los puentes de Segovia y Toledo. La Sacramental de San Pedro y San Andrés, fue el segundo que se construyó en 1811. La ermita, la Sacramental y los terrenos colindantes fueron confirmados en su posesión a la Sacramental por el rey Fernando VII en 18 de septiembre de 1814.
Durante el siglo XIX se convirtió en el cementerio de la nobleza de Madrid, siendo el preferido por la aristocracia, los políticos, los grandes burgueses y los artistas, lo que nos ha legado, entre sus siete patios, un conjunto de panteones de gran calidad arquitectónica y artística dentro del monumento funerario. Los arquitectos y los artistas empleaban todos los recursos disponibles, enriqueciendo sus trabajos con elementos escultóricos y la presencia de oficios artísticos de cantería, forja, vidrieras y esmaltes. Entre los arquitectos se encuentra Arturo Mélida y entre los escultores el catalán Agustín Querol. Está considerado uno de los cementerios más interesantes de Europa. En 1993 se incoó expediente para la declaración como bien de interés cultural del conjunto histórico de la villa de Madrid, en cuyo perímetro quedaría incluido el cementerio de San Isidro, proyecto que se concretó el 27 de abril de 1995 con la denominación «Recinto de la Villa de Madrid».
En 2021 fue incluido en el listado de cementerios singulares de la Comunidad de Madrid.

## Características

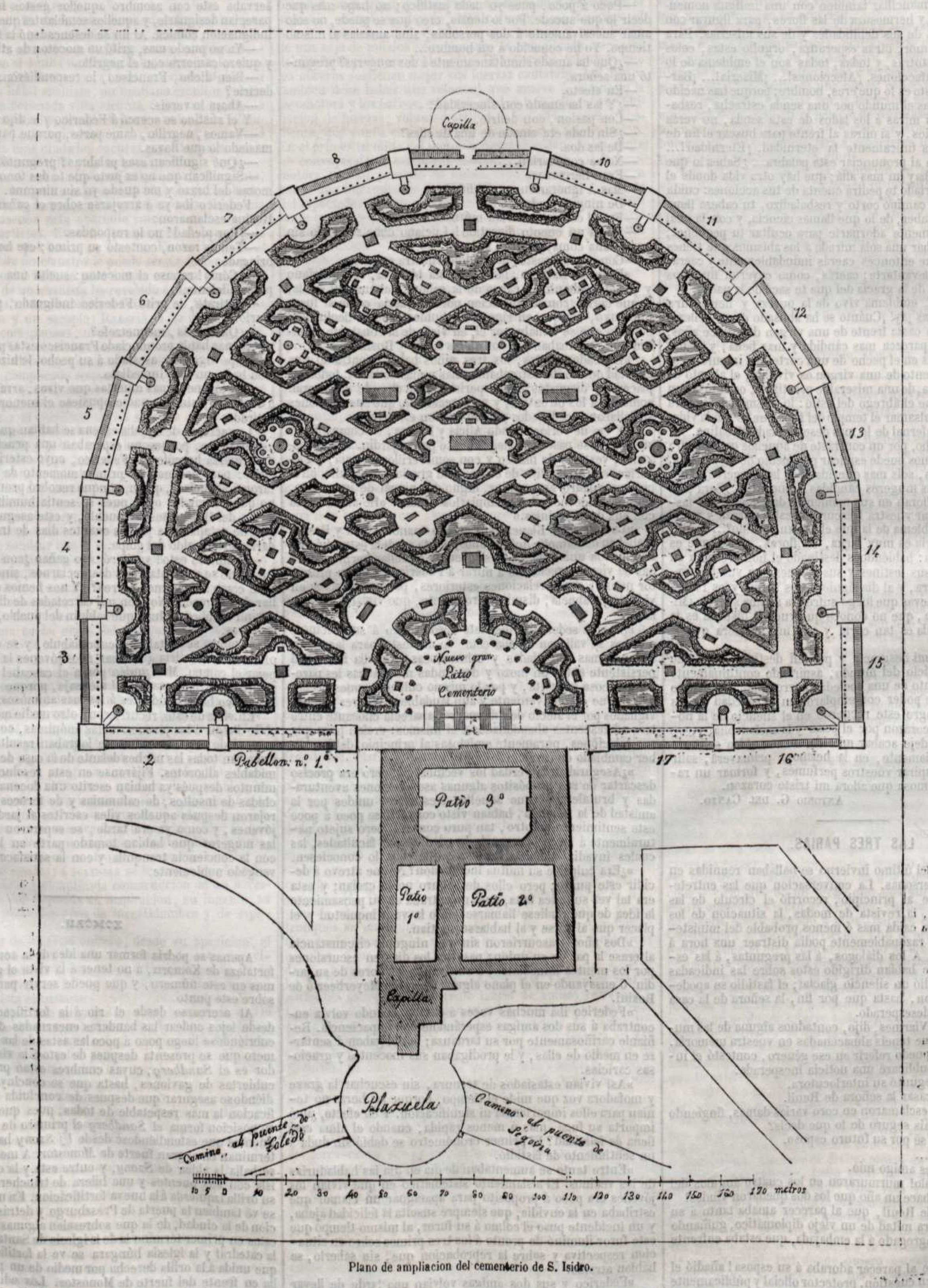
Plano de ampliación hacia 1853, con el nuevo patio de la Concepción.

Está situado en el distrito de Carabanchel, detrás de la ermita de San Isidro sobre el llamado Cerro de las Ánimas, en el entorno de la actual Vía Carpetana, dando por uno de sus costados a la avenida de la Ermita del Santo.
De los siete patios que conforman el cementerio los tres más antiguos son de planta rectangular, estructura claustral y en la que se encuentran los nichos, que es la parte más sobria. El más antiguo de los patios es el de San Pedro (1811), diseñado por José Llorente Moreno y en él se pueden encontrar las sepulturas de Antonio Franseri (médico de Fernando VII), de Bernardo Conde (director de la Fábrica de Cerámica del Buen Retiro), Campomanes y la familia Madrazo.
Más tarde se levantarían el patio de San Andrés, en 1829 y obra también de José Llorente, y el patio de San Isidro, obra de José Alejandro y Álvarez y construido en 1842. A mediados del siglo XIX se hizo necesaria una nueva ampliación, construyéndose el patio de la Concepción, bajo proyecto de Francisco Enríquez y Ferrer, de estructura neorromana de columnatas y torreones, que encierra un formidable conjunto de panteones con todos los estilos del siglo XIX. A lo largo del siglo XX se seguirían construyendo este tipo de estructuras, aunque su auge tendría lugar durante el período de la Restauración.

## Sepulturas

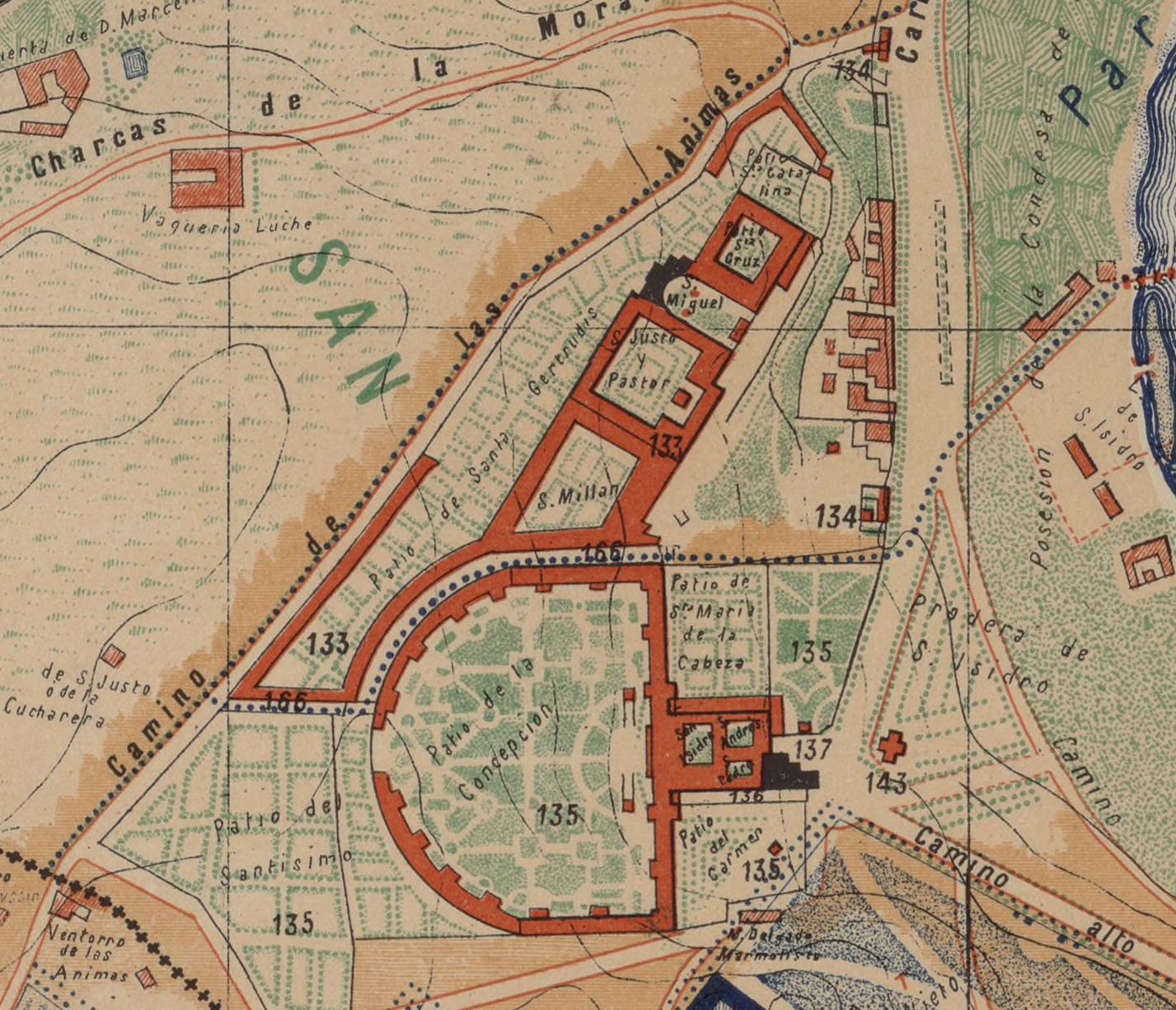
Cementerios de San Isidro y San Justo a comienzos del siglo

- Pedro Rodríguez de Campomanes (1723-1802), político y jurisconsulto español, conde de Campomanes.
- Leandro Fernández de Moratín (1760-1828), dramaturgo y poeta español.
- Pablo Morillo y Morillo (1775-1837), Conde de Cartagena y Marqués de la Puerta, militar y marino español.
- Josefa Tudó (1779-1869), más conocida como Pepita Tudó, esposa de Manuel Godoy.
- Custodio Teodoro Moreno (1780-1854), arquitecto español.
- Fernando de Aguilera y Contreras (1784-1838), XV marqués de Cerralbo y embajador de España en el Reino Unido.
- Francisco Javier de Istúriz[17] (1790-1871), político español y presidente del Consejo de Ministros.
- Serafín Estébanez Calderón (1799-1867), historiador y escritor costumbrista español.
- Ramón de Mesonero Romanos (1803-1882), escritor español.
- Manuel Montes de Oca (1804-1841), marino y político español.[cita requerida]
- Manuel Rivadeneyra (1805-1872), editor e impresor español. Su panteón se encuentra en estado de abandono.
- Marqués de San Isidro (1806-1885), político, militar y erudito español.[18]
- Diego de León (1807-1841), conde Belascoaín.
- Ventura de la Vega (1807-1865), escritor y dramaturgo argentino.
- Juan Donoso Cortés (1809-1853), filósofo, político y diplomático español, marqués de Valdegamas.
- José de Salamanca y Mayol (1811-1883), político y financiero español, marqués de Salamanca.
- Pedro González de Velasco (1815-1882), fundador del Museo Antropológico de Madrid.
- Francisco Asenjo Barbieri (1823-1894), compositor y musicólogo español.
- Cristóbal Oudrid (1825-1877), pianista, compositor de zarzuelas y director de orquesta español.
- Matías López López (¿1826?-1891), empresario y filántropo español.
- José Echegaray (1832-1916), ingeniero, político, dramaturgo y matemático español. Premio Nobel de literatura.
- Leonardo Torres Quevedo[19] (1852-1936), ingeniero, informático e inventor español.
- Emilio Castelar[20] (1832-1899). 4º presidente de la Primera República Española.
- Segismundo Moret[21] (1833-1913), político español.
- Francisco Silvela[17] (1843-1905), político español y presidente del Consejo de Ministros.
- Antonio Maura[22] (1853-1925), político español y presidente del Consejo de Ministros.
- Felipe de Lazcano y Morales de Setién (1868-1951), abogado, empresario, político y financiero español.
- José de Saavedra y Salamanca (1870-1927), II marqués de Viana, político y cortesano de Alfonso XIII.[23]
- Miguel Primo de Rivera[24] (1870-1930), aunque sus restos fueron trasladados a mediados del siglo xx a la basílica de la Merced de Jerez de la Frontera.[25]
- Fernando Primo de Rivera y Orbaneja[26] (1879-1921).
- José Ortega y Gasset (1883-1955), filósofo y ensayista español.
- Consuelo Vello «Fornarina» (1884-1915), cupletista española.
- Ante Pavelić (1889-1959), dictador croata y líder de la Ustacha.
- Benito Perojo (1894-1974), director, productor y guionista de cine español.
- Encarnación López Júlvez "La Argentinita" (1898-1945), bailarina, coreógrafa, canzonetista y bailaora de flamenco hispanoargentina.
- Ernesto Giménez Caballero (1899-1988), escritor.
- Fulgencio Batista (1901-1973), militar, político y dictador cubano.
- Concha Piquer (1908-1990), cantante y actriz.
- Concha Márquez Piquer (1945-2021), cantante y actriz.
- Alfonso Armada (1920-2013), militar.
- Antonio Bienvenida (1922-1975), torero español.
- Miguel Boyer (1939-2014), economista, profesor y político español, marido de Isabel Preysler.
- José María Pilón (1924-2012), sacerdote, conocido por sus investigaciones paranormales y por ser el creador del Grupo Hepta.
- Carmen Dominguín (1928-1982), hija de Domingo Dominguín y primera esposa de Antonio Ordóñez.
- Luis Gómez-Acebo (1934-1991), abogado y vizconde de la Torre.
- María del Pilar de Borbón y Borbón (1936-2020), infanta de España y duquesa de Badajoz, hija de Juan de Borbón y Battenberg.
- Enrique Salazar (1956-1982), compositor y vocalista del grupo rumbero Los Chunguitos.
- Kardam de Bulgaria (1962-2015), príncipe de Tarnovo (heredero al trono de Bulgaria).[27]
- José Antonio Primo de Rivera (1903-1936), abogado y político falangista español, exhumado del Valle de los Caídos en 2023.
- Ricardo Bellver (1845-1924), escultor español.
- Juan Meléndez Valdés (1754-1817), poeta, jurista y político español.
- Gonzalo de Mora y Fernández del Olmo (1887-1957), marqués de Casa Riera, padre de Fabiola de Bélgica.
- Blanca de Aragón y Carrillo de Albornoz (1892-1981), marquesa de Casa Riera, madre de Fabiola de Bélgica.
- Joaquín de la Gándara y Navarro (1817-1880), militar y empresario español.
- Enrique Suender (1829-1897), médico español.
- Marisa Paredes (1946-2024), actriz española.